# 若菜奈央
若菜奈央（日语：若菜奈央，1994年2月6日—），日本前AV女優。所屬事務所是オールプロモーション

## 個人簡歷
出身於東京都。2015年[8月以PRESTIGE的專屬女優身分出道。
在AV女優中身材較為高大。興趣是做瑜伽、游泳和彈鋼琴。
2017年1月脫離PRESTIGE的專屬身分，之後在多數的作品中自由演出。
2018年4月於Twitter上宣布已經於2017年10月從AV界引退，之後的目標是當一名時裝模特。

## 外部連結
- 若菜奈央的X（前Twitter）（2016年6月6日 - ）
- 若菜奈央的Instagram帳戶
- 若菜奈央♥わかなお的TikTok
- YouTube上的わかなおチャンネル頻道
- 若菜奈央 特設ページ （页面存档备份，存于） - 官方網站
- 若菜奈央 - X CITY AV女優圖鑑